# André Le Troquer

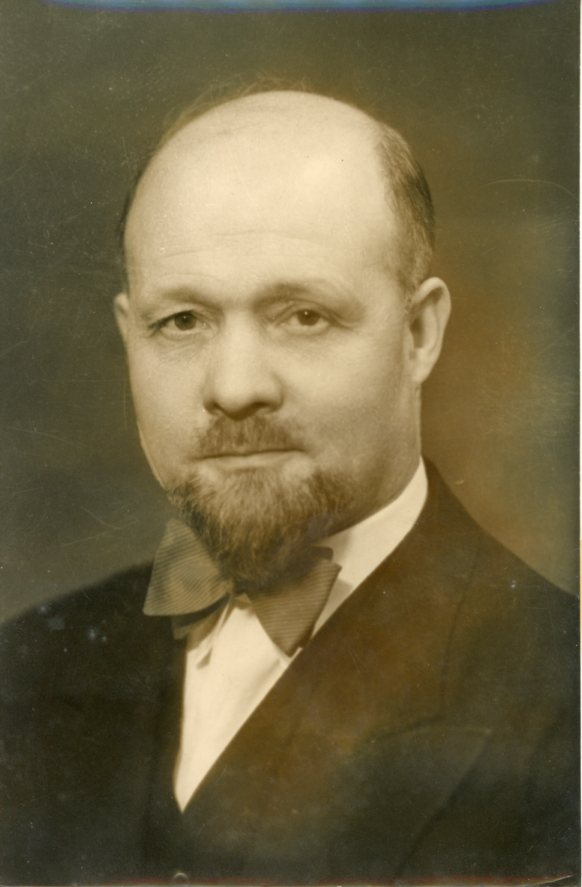
André Le Troquer

André Le Troquer (* 27. Oktober 1884 in Andilly (Val-d’Oise); † 11. November 1963 in Enghien-les-Bains, Val-d’Oise) war ein französischer Politiker der Section française de l’Internationale ouvrière (SFIO), Minister, Bürgermeister von Paris sowie zweimaliger Präsident der Nationalversammlung.

## Leben
Le Troquer studierte nach dem Schulbesuch Rechtswissenschaft und war nach Beendigung des Studiums als Rechtsanwalt tätig.
Bei dem Wahlsieg der Front populaire 1936 wurde er erstmals zum Mitglied der Abgeordnetenkammer gewählt und vertrat in dieser Paris. Im Juni 1940 sprach er sich gegen den Waffenstillstand von Compiègne aus. Der Abstimmung über die erweiterten Vollmachten für Marschall Pétain in der Nationalversammlung musste er fernbleiben, weil er sich zu dieser Zeit zusammen mit 26 anderen Parlamentariern auf der Reise nach Marokko befand.
Als Anwalt trat er von Februar bis Mai 1942 zusammen mit Félix Gouin als Verteidiger von Léon Blum beim Prozess von Riom auf, einem Gerichtsverfahren des Vichy-Regimes gegen die Führer der letzten Regierungen der Dritten Französischen Republik, das die Verantwortlichkeit der Front populaire unter Léon Blum für die Niederlage gegen das Deutsche Reich im Westfeldzug 1940 klären sollte. Im Mai 1943 wurde er als Vertreter der SFIO Mitglied des Conseil national de la Résistance und später im Juni 1944 Mitglied der in Algier von General Charles de Gaulle gebildeten Provisorischen Regierung Frankreichs.
An der Seite General de Gaulles kehrte er schließlich nach der Befreiung von Paris im August 1944 in die Stadt zurück, wurde im März 1945 als Präsident des Kommunalrats erster Bürgermeister von Paris nach dem Zweiten Weltkrieg und bekleidete dieses Amt bis 1946. Zugleich wurde er 1945 erneut Mitglied der Nationalversammlung und gehörte dem Parlament bis 1958 an.
Am 26. Januar 1946 erfolgte seine Ernennung zum Innenminister in der Regierung von Premierminister Félix Gouin, dessen Kabinett er bis zum Ende der Amtszeit am 24. Juni 1946 angehörte. Später war er vom 16. Dezember 1946 bis zum 22. Januar 1947 Verteidigungsminister in der dritten Regierung von Léon Blum.
Am 12. Januar 1954 wurde er erstmals Präsident der Nationalversammlung und hatte dieses Amt fast genau ein Jahr bis zum 11. Januar 1955 inne. Zwischen dem 24. Januar 1956 und dem 4. Oktober 1958 war er erneut Präsident der Nationalversammlung.
Nachdem er 1958 eine Wahlniederlage erlitt, schied er aus der Nationalversammlung aus und zog sich schließlich 1960 vollständig aus dem politischen Leben zurück. Wegen seiner Verwicklung in den Skandal um das ballets roses 1959 wurde Le Troquer vor Gericht gestellt und zu einer Bewährungs- und einer Geldstrafe verurteilt.